# Бегство с планеты обезьян
«Бегство с планеты обезьян» (англ. Escape from the Planet of the Apes) — третий фильм из цикла «Планета обезьян». Фильм снят в 1971 году и относит нас на два года вперёд от его выпуска. Режиссёром фильма выступил Дон Тэйлор, а автором сценария — Пол Денн. Сюжет фильма обращает внимание на многие социальные вопросы, включая опыты на животных, ядерную войну и вмешательство правительства в частную жизнь. Фильм был хорошо встречен критиками и, на данный момент, обладает наибольшим количеством отзывов из всех четырёх продолжений оригинального фильма. Следующий фильм серии — «Завоевание планеты обезьян».

## Сюжет
Во время событий предыдущего фильма «Под планетой обезьян», происходивших за кадром, когда кобальтовая бомба ещё не была запущена, Корнелиус и Зира сбежали с будущей Земли до того, как она была разрушена. Они сопровождали своего товарища-шимпанзе доктора Майло и отремонтировали космический корабль, первоначально использовавшийся Тейлором. После того как Тейлор запускает в подземном городе кобальтовую бомбу, вызванная её взрывом ударная волна отправляет взлетевший корабль через искривление времени, который переносит обезьян на Землю 1973 года, и они приводняются у тихоокеанского побережья Соединённых Штатов. Это означает, что погибший в далёком будущем Тейлор никогда не вернётся в настоящее, и катастрофа во времени в этой вселенной когда-нибудь произойдёт в том времени где Земля была уничтожена, но парадокс временного ключевого момента конфликта теперь связан.
Обезьяны перевозятся в уединённую палату зоопарка Лос-Анджелеса под наблюдением учёных доктора Стефани Брэнтон и доктора Льюиса Диксона. Когда доктор Майло объясняет их ситуацию наедине, обезьяны решают не сообщать людям, что они могут говорить, соглашаясь не раскрывать разрушения Земли в результате Войны обезьян. Однако нетерпение Зиры демонстрирует способность обезьяны говорить во время эксперимента, и несколько мгновений спустя доктор Майло убит гориллой из зоопарка, которую взволновали аргументы шимпанзе. Льюис пытается сообщить обезьянам, что он мирный, и он хочет относиться к ним как к равным, в результате завоёвывая их дружбу.
Создана президентская комиссия для расследования возвращения космического корабля Тейлора и определения того, как на его борту оказались атипично умные обезьяны. Обезьяны предстают перед комиссией, где они публично демонстрируют свою способность говорить. Совет спрашивает их о Тейлоре, но Корнелиус и Зира говорят им, что ничего о нём не знают. Они показывают, что пришли из будущего и сбежали с Земли, когда разразилась война. Их встречают как гостей правительства. Корнелиус и Зира тайно рассказывают Стефани и Льюису, что они действительно знали о Тейлоре, объясняют, как с людьми обращаются в будущем, где доминируют обезьяны, и о разрушении Земли. Стефани и Льюис шокированы, но все ещё сочувствуют, последний советует паре хранить эту информацию в секрете, пока они не смогут оценить потенциальную реакцию своих хозяев.
Обезьяны становятся знаменитостями, их одаривают подарками и уделяют внимание СМИ. Они попадают в поле зрения советника президента по науке доктора Отто Хасслейна, который обнаруживает, что Зира беременна. Опасаясь за будущее человечества, он предлагает ей шампанское (к которому она привыкла), чтобы ослабить её запреты, и задаёт дополнительные вопросы во время записи. Её откровенные ответы позволяют ему убедить Комиссию в том, что Корнелиус и Зира должны быть подвергнуты более строгому допросу.
Хасслейн настаивает, что он просто хочет знать, как обезьяны стали доминировать над людьми. Корнелиус показывает, что человеческая раса вызовет собственное падение и станет во власти обезьян, и что обезьянья агрессия против людей приведёт к разрушению Земли оружием, созданным людьми. Зира объясняет, что гориллы начали войну, а орангутаны поддерживали горилл, но шимпанзе не имели к этому никакого отношения. Хасслейн подозревает, что обезьяны не говорят всей правды.
Во время первоначального слушания Зира случайно обнаружила, что рассекала людей в процессе своей работы. Хасслейн приказывает Льюису ввести ей сыворотку правды, пока Корнелиус находится в другом месте. Льюис уверяет Зиру, что сыворотка будет иметь такой же эффект, как и шампанское. В результате применения сыворотки Хасслейн узнаёт подробности об обследовании и экспериментах Зиры на людях, а также её знаниях о Тейлоре.
Зира присоединяется к Корнелиусу в заключении, в то время как Хасслейн отдаёт свои выводы президенту, которые с неохотой должны подчиниться постановлению совета о прерывании беременности Зиры и стерилизации обеих обезьян. В своих покоях Корнелиус называет Хасслейна и других дикарями из-за обращения с Зирой, поскольку она напоминает Корнелиусу, что она сделала то же самое с людьми, а Тейлор назвал их дикарями. Зира рада, что открыла правду, потому что устала врать. Корнелиус опасается, что правда убьёт их. Когда санитар приходит предложить обезьянам еду, его шутливое упоминание об их нерождённом ребёнке как о «маленькой обезьянке» заставляет Корнелиуса терять самообладание, и он сбивает санитара на пол, прежде чем сбежать с Зирой. Корнелиус предполагает, что он просто нокаутировал санитара, но на самом деле он мёртв. Хасслейн использует трагедию в поддержку своего утверждения, что обезьяны представляют собой угрозу, и призывает их казнить (они знали что если не будет разумных обезьян, не будет разрушения Земли в будущем).
Брантон и Диксон помогают обезьянам сбежать, отводя их в цирк, которым управляет сеньор Армандо, где только что родила обезьяна по имени Элоиза. Зира рожает сына, которого она называет Майло в честь их умершего друга. Когда Хасслейн, зная, что роды Зиры неизбежны, приказывает обыскать все цирки и зоопарки, Армандо настаивает, чтобы обезьяны ушли в поисках своей безопасности. Льюис принимает меры, чтобы обезьяны прятались на верфи в гавани Лос-Анджелеса, пока побережье не станет чистым, чтобы вернуться в цирк, направляющийся во Флориду, давая Корнелиусу пистолет, поскольку пара не хочет, чтобы их забрали живыми.
Хасслейн выслеживает обезьян до отгрузочной площадки и смертельно ранит Зиру, когда она отказывается отдать младенца, затем несколько раз стреляет в малыша, после чего Корнелиус убивает Хасслейна. Корнелиус застрелен снайпером и падает, Зира отбрасывает мёртвого ребёнка за борт и ползёт умирать вместе со своим мужем, свидетелями чего являются скорбящие Льюис и Стефани.
Когда цирк Армандо готовится к отъезду во Флориду, выясняется, что Зира подменила детей Элоизой до того, как покинула цирк, и что Армандо знает об этом. Майло начинает говорить.

## В ролях
- Родди МакДауэлл — Корнелиус
- Ким Хантер — Зира
- Брэдфорд Диллман — доктор Льюис Диксон
- Натали Транди — доктор Стэфани Брэнтон
- Эрик Браден — доктор Отто Хасслин
- Уильям Уиндом — президент
- Сэл Минео — доктор Майло
- Альберт Салми — И-1
- Джейсон Эверс — И-2
- Гарри Лотер — генерал Уинтроп
- М. Эммет Уолш — Эйд
- Рой Гленн — адвокат
- Питер Форстер — кардинал
- Джеймс Бэйкон — генерал Фолкнер
- Рикардо Монтальбан — Армандо
- Джон Рэндольф — председатель
- Билл Вудсон — офицер ВМФ

## Критика
На агрегаторе рецензий Rotten tomatoes рейтинг одобрения составляет 77 %.